# Екберт (Саксония)
Екберт I(на немски: Ekbert I; * 756; † сл. 811) е маркграф на Марка Дания и dux на Саксония и основател на род Екбертини. Той е граф на саксите във Вестфалия близо до днешен Оснабрюк. Екбертините са близки роднини с Лиудолфингите.

## Биография
Той е поставен от Карл Велики за dux на саксите.
Екберт се жени през 786 г. за Ида от Херцфелд (* 770/775; † 825), дъщеря на краля на франките Карломан I (брат на Карл Велики) и на Герберга, дъщеря на лангобарския крал Дезидерий.
През 811 г. Екберт умира и е погребан в южната страна на църквата, построена от съпругата му, десния бряг на река Липе при Хирутвелдун (днес Херцфелд). До гроба тя построява портик, в който живее след това и се моли.

## Деца
Екберт и Ида имат децата:
- Кобо Старши (* 800), граф във Вестфалия 825 – 850; ∞ NN
- Варин, игумен на Корвейския манастир 831 – 856
- Ида Младша, втора съпруга на граф Азиг (Езико) от 839 и 842 в сакския Хесенгау и дава името на Езиконите
- (несигурно:) Адила; омъжена за Буничо и след смъртта му и на синовете ѝ игуменка в Херфорд